# 珍珠乡
珍珠乡，是中华人民共和国湖南省衡陽市衡东县下辖的一个乡镇级行政单位。2015年11月18日，踏庄乡、珍珠乡和城关镇成建制合并设立洣水镇。

## 行政区划
珍珠乡下辖以下地区：
珍珠村、富塘村、山冲村、印湘村、岭岩村、小山村、双凤村、同升村、黄梓堂村、北冲村、石头村、石江村、大乌村、大南塘村、大江村、小江村、小乌村和新开村。